# Воронежский институт правительственной связи
Воронежский институт правительственной связи — высшее военно-учебное заведение, основанное 15 февраля 1943 года, осуществляющее подготовку и переподготовку офицерских кадров для Федеральной службы охраны.
День годового праздника — 15 февраля.

## Основная история
15 февраля 1943 года Постановлением Государственного комитета обороны в период Великой Отечественной войны для обеспечения ВЧ-связи Ставки Верховного Главнокомандования с действовавшими фронтами и армиями был создан Первый отдельный полк правительственной связи НКВД, общий состав полка составил 1895 военнослужащих, из которых командный состав составил 392 человека.
В 1943 году в ходе операции «Бюффель» и Смоленской операции, проводимой войсками Западного и Калининского фронтов, полк обеспечивал бесперебойную связь штаба 39 армии а так же штабов Ленинградского и Калининского фронтов. В 1944 году полком проводилось обеспечение устойчивой связи в период Белорусской стратегической наступательной операции, в частности принимая участие в Витебско-Оршанской операции полк обеспечивая ВЧ-связь 1-му Прибалтийскому фронту. В период проведения Полоцкой наступательной операции полком обеспечивалась бесперебойная связь со штабом 43-й, 4-й ударной,  3-й воздушной и  6-й гвардейской армий.
22 октября 1944 года Постановлением Президиума Верховного Совета СССР «за образцовое выполнение заданий командования в боях с немецкими захватчиками при прорыве обороны противника юго-восточнее города Риги» Первый отдельный полк правительственной связи был удостоен Орденом Красной Звезды. 7 марта 1945 года приказом народного комиссара СССР № 00177 Первый отдельный полк был переформирован в Первую отдельную ордена Красной Звезды бригаду правительственной связи НКВД.
В 1945 году Первая отдельная ордена Красной Звезды бригада правительственной связи была передислоцирована в Читу, а в 1946 году в город Воронеж. В 1956 году бригада была реорганизована в 18-й отдельный ордена Красной Звезды полк правительственной связи КГБ при СМ СССР. 19 декабря 1967 года Указом Президиума Верховного Совета СССР «за заслуги в деле обеспечения государственной безопасности» полк был удостоен Ордена Красного Знамени.
7 сентября 1976 года Приказом председателя КГБ при СМ СССР Ю. В. Андропова на базе 18-го отдельного полка правительственной связи был создан Отдельный учебный центр войск правительственной связи КГБ при СМ СССР, с 1991 года — ФАПСИ.
15 декабря 1998 года Постановлением Правительства Российской Федерации № 1492 на базе Отдельного учебного центра войск правительственной связи было создано Воронежское военно-техническое училище ФАПСИ при Президенте Российской Федерации, для повышение квалификации, подготовки и переподготовки командно-начальствующего состава для федеральных органов правительственной связи и информации. 25 октября 2003 года Постановлением Правительства России № 1545-р Воронежское военно-техническое училище ФАПСИ при Президенте России было переименовано в Воронежское военно-техническое училище Службы  специальной
связи и информации при Федеральной службе охраны Российской Федерации.
15 сентября 2008 года Распоряжением Правительства Российской Федерации Воронежское военно-техническое училище было реорганизовано в Воронежский институт правительственной связи, входящий в структуру Академии ФСО, для подготовки офицерских кадров с высшим техническим образованием и переподготовки специалистов в области систем связи для  Федеральной службы охраны.

## Награды и знаки отличия
- 19 декабря 1967 года
- 22 октября 1944 года